# Conseil d'État du canton de Saint-Gall
Pour les autres articles nationaux ou selon les autres juridictions, voir Conseil d'État.
Le Conseil d'État du canton de Saint-Gall (en allemand : Regierungsrat des Kantons St.Gallen) est le gouvernement du canton de Saint-Gall, en Suisse.

## Description
Le Conseil d'État est une autorité collégiale, composée de sept membres,. Il est dirigé par le président du gouvernement (Regierungspräsident), en son absence par le vice-président (Vizepräsident). Il se réunit en général une fois par semaine, sous la salle du Conseil cantonal. Il s'exprime en allemand standard pendant ses séances.
Chaque conseiller d'État est à la tête d'un département (en allemand : Departement). Les départements portent les noms suivants :
- Département de l'économie (Volkswirtschaftsdepartement)
- Département de l'intérieur (Departement des Innern)
- Département de la formation (Bildungsdepartement)
- Département des finances (Finanzdepartement)
- Département des constructions et de l'environnement (Bau- und Umweltdepartement)
- Département de la sécurité et de la justice (Sicherheits- und Justizdepartement)
- Département de la santé (Gesundheitsdepartement).

## Élection et durée du mandat
Les membres du Conseil d'État sont élus au système majoritaire pour une législature de quatre ans, en même temps que le Conseil cantonal. Celle-ci commence le 1er juin et se termine le 31 mai.
Le président du Conseil d'État est élu pour un an par le Conseil cantonal selon le principe d'ancienneté. Contrairement au Conseil fédéral et aux autres cantons, la fonction de vice-président est revêtue à la suite de l'année présidentielle, et non avant celle-ci.

## Membres pour la législature 2020-2024
Date des élections : 8 mars 2020 (1er tour) et 19 avril 2020 (2e tour)
- Laura Bucher (de) (PS), département de l'intérieur
- Bruno Damann (de) (Le Centre), département de la santé. Président en 2020-21[9]
- Fredy Fässler (de) (PS), département de la sécurité et de la justice. Président en 2022-2023[10]
- Susanne Hartmann (de) (Le Centre), département des constructions et de l'environnement
- Stefan Kölliker (UDC), département de la formation
- Marc Mächler (de) (PLR), département des finances. Président en 2021-22
- Beat Tinner (de) (PLR), département de l'économie

## Membres pour la législature 2024-2028
Date des élections : 3 mars 2024 (1er tour) et 14 avril 2024 (2e tour),. Entrée en fonction le 1er juin.
- Laura Bucher (de) (PS)
- Bruno Damann (de) (Le Centre)
- Christof Hartmann (UDC)
- Susanne Hartmann (de) (Le Centre)
- Marc Mächler (de) (PLR)
- Bettina Surber (de) (PS)
- Beat Tinner (de) (PLR)

## Anciennes compositions

### 2016-2020
Date des élections : 28 février 2016 (1er tour) et 24 avril 2016 (2e tour)
- Fredy Fässler (de) (PS). Président en 2017-18
- Bruno Damann (de) (PDC)
- Heidi Hanselmann (de) (PS)
- Martin Klöti (de) (PLR). Président en 2016-17
- Stefan Kölliker (UDC). Président en 2018-19
- Marc Mächler (de) (PLR)
- Benedikt Würth (PDC)

### 2012-2016
Date des élections : 11 mars 2012 (1er tour) et 29 avril 2012 (2e tour)
- Fredy Fässler (de) (PS)
- Martin Gehrer (de) (PDC). Président en 2012-13
- Heidi Hanselmann (de) (PS). Présidente en 2014-15
- Willi Haag (de) (PLR)
- Martin Klöti (de)
- Stefan Kölliker (UDC). Président en 2013-14
- Benedikt Würth (PDC). Président en 2015-16

### 2008-2012
Date des élections : 16 mars 2008 (1er tour) et 4 mai 2008 (2e tour)
- Martin Gehrer (de) (PDC)
- Josef Keller (de) (PDC). Président en 2009-10
- Karin Keller-Sutter (PLR). Présidente en 2011-12
- Willi Haag (de) (PLR). Président en 2010-11
- Heidi Hanselmann (de) (PS). Présidente en 2008-09
- Kathrin Hilber (PS)
- Stefan Kölliker (UDC)

### 2004-2008
Date des élections : 14 mars 2004 (1er tour) et 16 mai 2004 (2e tour)
- Josef Keller (de) (PDC). Président en 2004-05
- Willi Haag (de) (PLR). Président en 2005-06
- Heidi Hanselmann (de) (PS)
- Kathrin Hilber (PS). Président en 2007-08
- Karin Keller-Sutter (PLR). Présidente en 2006-07
- Peter Schönenberger (PDC)
- Hans Ulrich Stöckling (de) (PLR)

## Histoire
Le Conseil d'État est élu par le peuple depuis la Constitution de 1890. Il est élu en même temps que le Conseil cantonal  depuis 2004.
Le Parti socialiste accède pour la première fois au gouvernement en 1930. De cette année à 1996, le Conseil d'État est composé de trois radicaux, trois démocrates-chrétiens et un socialiste. L'UDC décroche son premier siège au gouvernement en 2008.
Les premières femmes élues au gouvernement sont Rita Roos (PDC) et Kathrin Hilber (PS) en 1996. Rita Roos est également la première femme présidente du gouvernement en 1998-99,.
De 1831 à 2001, le président du gouvernement porte le titre de Landammann,,.

### Bases légales
- Constitution du canton de Saint-Gall (Cst./SG) du 10 juin 2001 (état le 8 juin 2010), RS 131.215.
- Geschäftsreglement der Regierung und der Staatskanzlei (GeschR/GL) du 7 décembre 1951 (version en vigueur : 1er octobre 2021), GS sGS 141.3
- Geschäftsordnung der Regierung (GeschO/GL) du 5 mai 1997 (version en vigueur : 1er mars 2022), GS sGS 141.2